# Parafia Świętej Trójcy w Bieździedzy
Parafia Świętej Trójcy w Bieździedzy – parafia znajdująca się w diecezji rzeszowskiej w dekanacie Brzostek.

## Wieś parafialna Bieździedza

### Średniowiecze
Są ślady, że jeszcze przed założeniem klasztorów benedyktyńskich za Bolesława Chrobrego, a nawet przed wprowadzeniem chrześcijaństwa przez Mieczysława I, pierwszymi „misyonarzami”, którzy przygotowywali Lechitów do przyjęcia nowej wiary, byli benedyktyni. Przybyli z Czech i Węgier, zatem mówili po słowiańsku. Do ich zakonu należeli m.in.: św. Wojciech i brat jego Gaudenty, Andrzej Żórawek, abp Bruno i pięciu braci Polaków: Barnaba, Jan, Mateusz, Izaak i Krystyn, którzy za Bolesława Chrobrego pod miastem Kazimierzem Wielkopolskim ponieśli męczeńską śmierć.

### Własność benedyktynów
Pierwsi zakonnicy benedyktyńscy, celem zbliżenia się do pogaństwa, osiadali się
w miejscach ustronnych, jako pustelnicy. Prawdopodobnie pierwsze w Polsce ich opactwo założone było pod koniec X wieku w widłach rzek, Obry i Paklicy, w miejscu, nazywanym stąd Międzyrzeczem. Bolesław Chrobry fundował klasztory benedyktynów w Tyńcu (powyżej Krakowa nad Wisłą) i w ziemi sandomierskiej na Łysej Górze, nazwanej potem Świętokrzyską od przechowywanego w tamtejszym klasztorze relikwiarza z drzewem Krzyża Świętego.
Klasztor tyniecki, którego opat nazywany – łac. abbas centum villarum („sto wsi”, posiadanych przez klasztor) – nosił tytuł arcyopata i uważał się za przełożonego wszystkich klasztorów benedyktyńskich. Każde opactwo starało się o zakładanie nowych klasztorów lub kościołów filialnych, z których zwykle powstawały parafie. Tak m.in. powstała późniejsza parafia w Bieździedzy.

### Zapisy historyczne
W dokumencie biskupa Idziego z 1105 roku wieś Bieździedza oraz okoliczne zostały wymienione, jako własność klasztoru tynieckiego: (łac.)

„...B e z d o c h o u i c i  villa: Vnic, Gostenta; S u e p e t n i c i  villa: Nenomysl; C r o t h o u i c i  villa: Croth, Varga, Zuloth, Mlodos, Wisetrop; S e b n a  villa: Graza, Gnevan; ...P i l z n o; ... C l e c e c i  villa: Ztroy, Piuona, Crazica, Vnes, Ceassek, Negan, Zgbon; B r e s t e k  villa: Banz, Rados...”

Tłumaczenie:
Wieś B i e ź d z i e d z a: Unik, Gostenta; wieś S i e p i e t n i c a: Nienomyśl; wieś K r o t o w i c e (Warzyce): Krot, Warga, Zulot, Młodosz, Wizetrop; wieś S z e b n i e: Graza, Gniewan;...P i l z n o; ...wieś K l e c i e: Stroj, Piwonia, Krasica, Uniesz, Krasek, Niegan, Zyboń; wieś B r z o s t e k: Banc, Radosz....
W Bieździedzy byli dwaj gospodarze Unik i Gostenda. Zatem wiemy, że nazwa osady nie pochodzi od wymienionych, ale od określenia osadnika, który nie posiadał potomka, etymologicznie, był „bez dziedzica” – Bezdad.
Ponowna adnotacja już wsi Bieździedzy nastąpiła w dokumencie z 1123–1125 roku, a jej przynależność do klasztoru tynieckiego zatwierdził papież Grzegorz IX osobnym aktem z 26 maja 1229 roku, natomiast Leszek Czarny przywilejem z 1288 roku potwierdził stan posiadania klasztoru i zezwolił na zakładanie miast (wsi) na prawie niemieckim.

### Kościół
Drewniany kościół zbudowany został przez ród rycerzy Helwigów ok. 1320 roku i czynny był do ok. 1374 roku, ale nie wiadomo, czy rozpadł się ze starości, czy były inne przyczyny (np. pożar). Wiadomo, że w latach 1402–1409 wybudowano nowy kamienny (wraz z dzwonnicą stojącą nieopodal), istniejący do dziś. Nie ma informacji potwierdzających, co działo się przez ponad 30 lat, czy był inny drewniany. W tym czasie proboszczem był ks. Mikołaj Miłowan. Ponad 700-letni zespół budowlany, jest najstarszym w diecezji zabytkiem architektury sakralnej. Konserwator zabytków dla Galicji Zachodniej, Stanisław Tomkowicz raportował w 1893 roku: Kościół gotycki z kamienia łamanego, nietynkowany, skarpy i szczegóły architektoniczne z ciosu. Portal główny z ciosu o typie budowli Długoszowych. Odrzwia boczne i do zakrystii skromniejsze, gotyckie. Dzwonnica gotycka, podobnej budowy nisk, osobno stoi

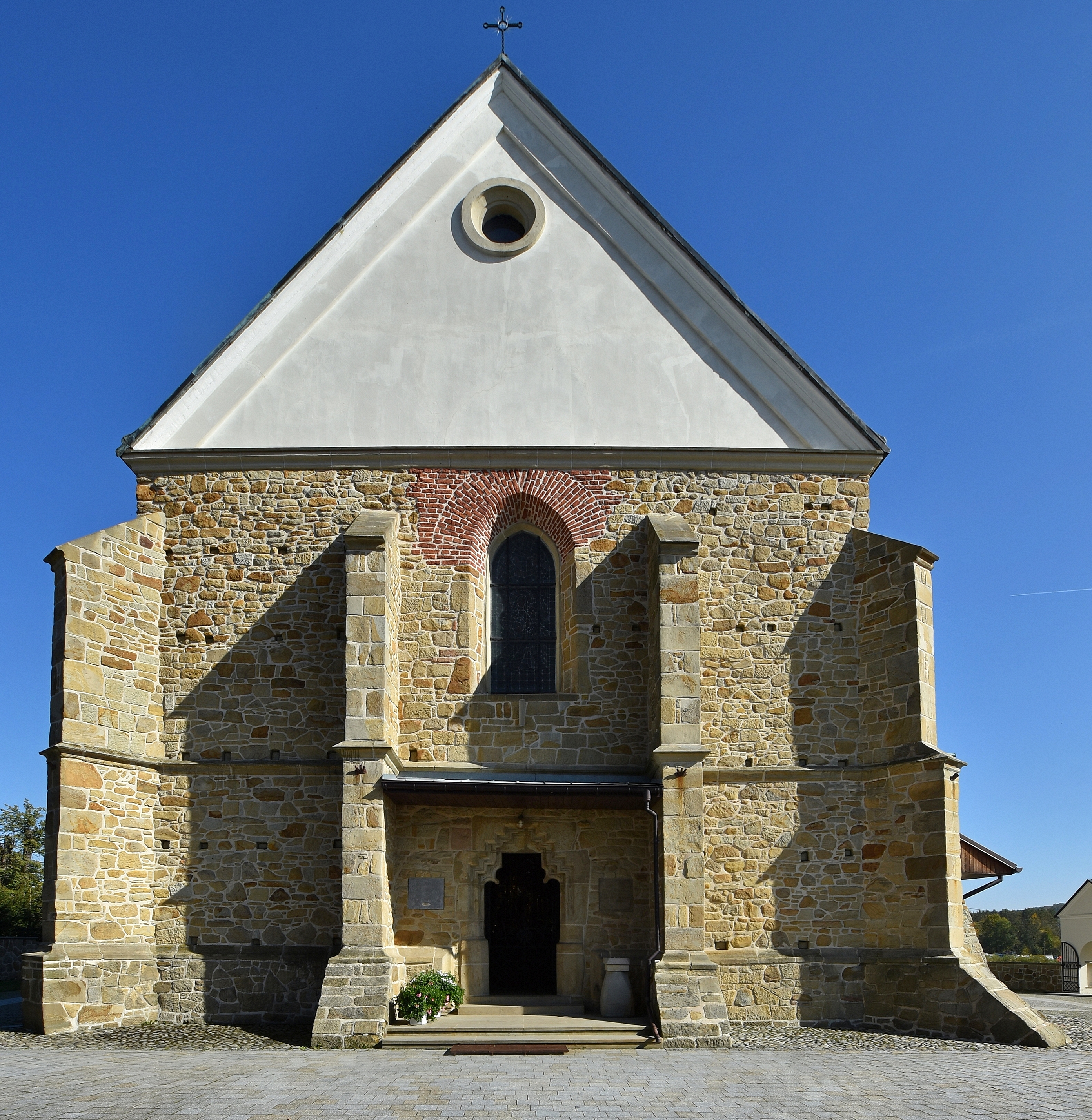
Elewacja frontowa
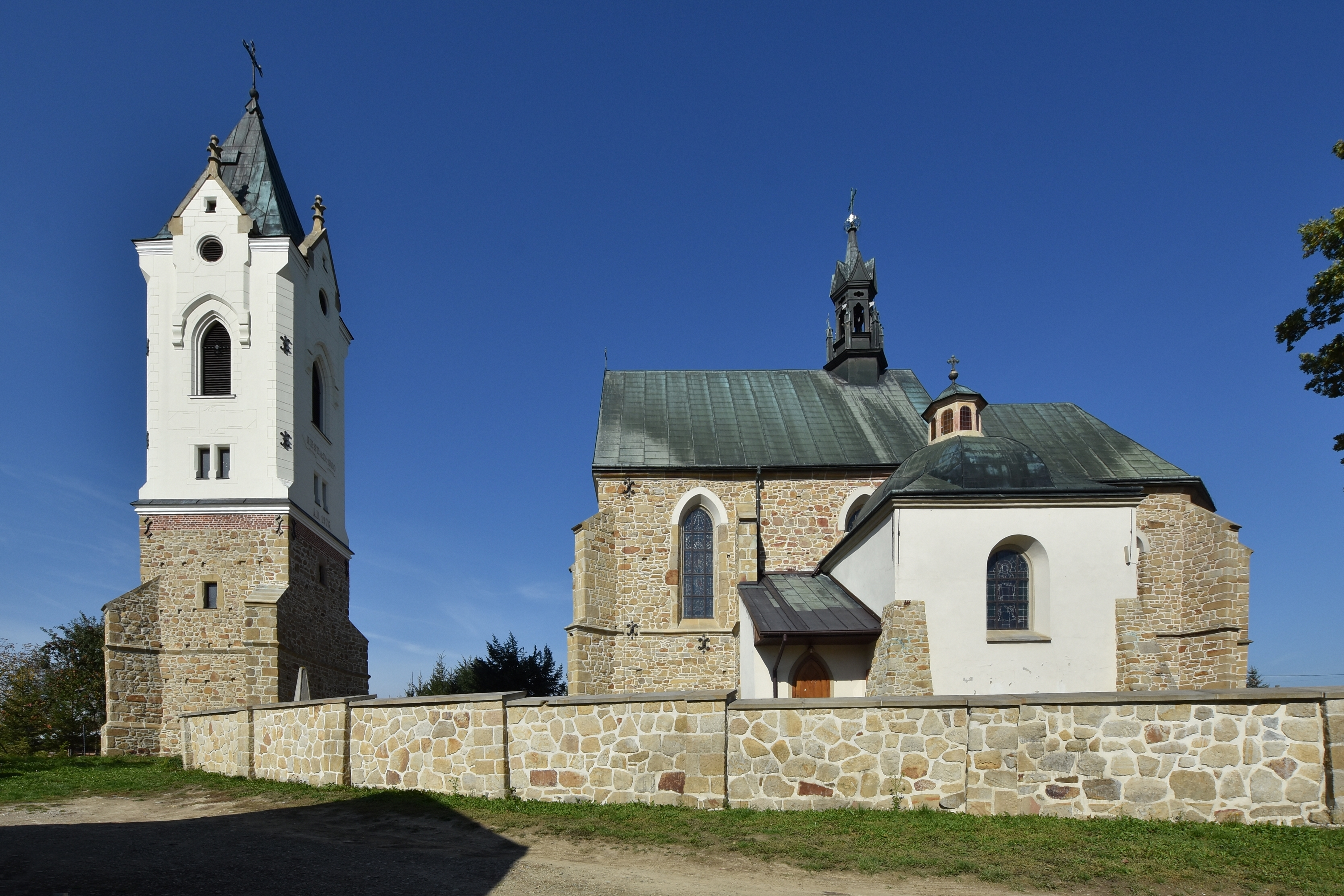
Dzwonnica
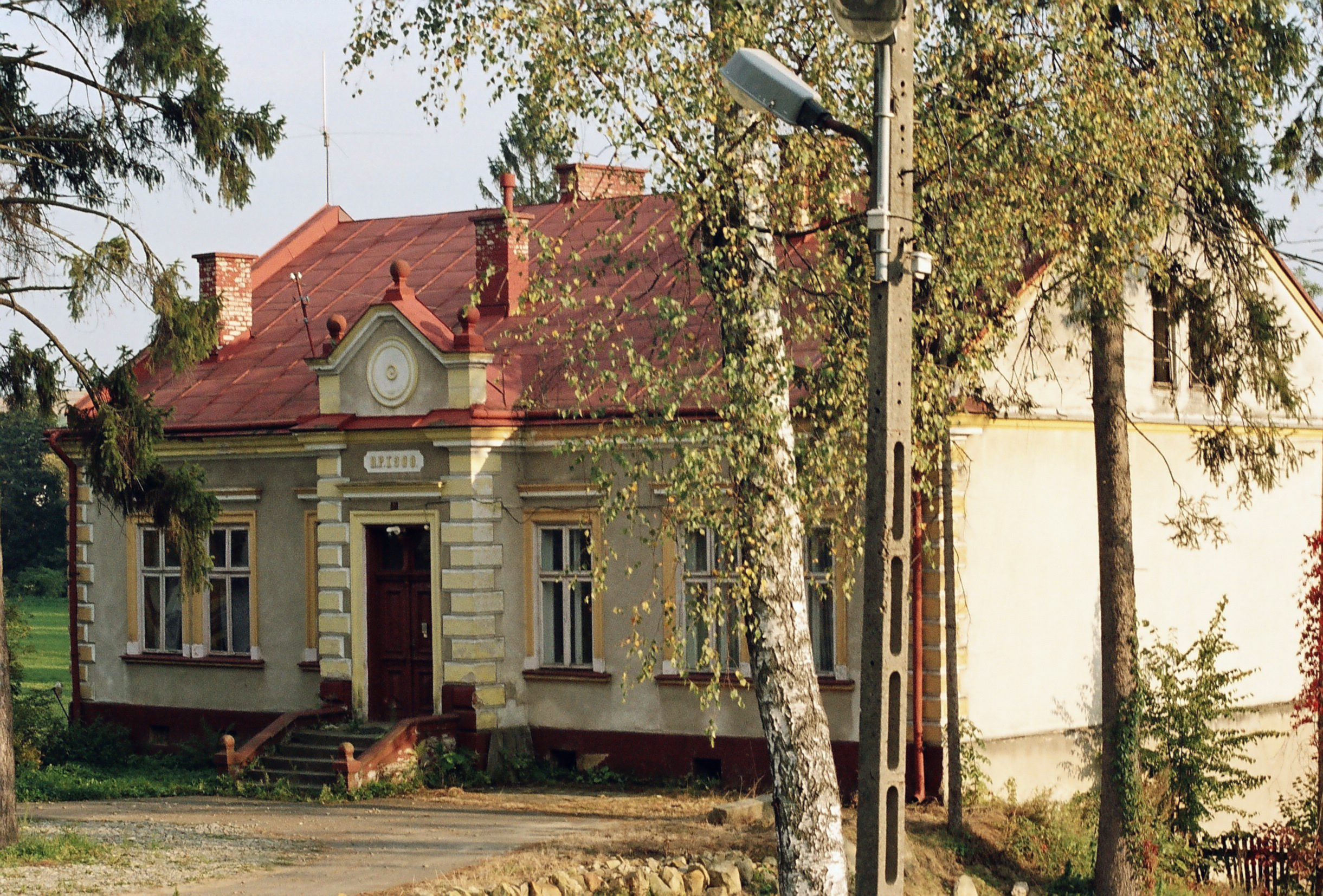
Plebania (obecnie dom parafialny)

W 1969 roku następca długoletniego (od 1927 roku) proboszcza ks. prałata Stanisława Bałuka, ks. Stanisław Karabin rozpoczął szereg prac zmierzających do restauracji kościoła z uwagi na dalsze pęknięcia i zagrożenie jego stabilności. Mając zezwolenie władz państwowych na zakres i rodzaj generalnego remontu nowy proboszcz przystąpił do renowacji:
1. Remont zaczął się od dania nowych fundamentów pod kaplicę, bo pękała ze starości.2. Otynkowaliśmy cały kościół wewnątrz na nowo, bo był popękany... Trzeba było skrobać ściany aż do kamienia... 5. Dano nową polichromię, której dotychczas żadnej nie było. Polichromię wykonał malarz artysta Urban Stanisław z Nowej Huty. 6. Dano lamperię z drogiego marmuru. 7. Podniesiono posadzkę w prezbiterium i dano całkiem nową. 8. Zrobiono ołtarz twarzą do ludzi... 9. Odnowiono i zakonserwowano 4 ołtarze... 15. Dano ogrzewanie centralne do kościoła... Cały remont i wystrój kościoła wynosił blisko milion złotych (950 tysięcy). Pieniądze na ten cel złożyli parafianie, trochę Polonia Amerykańska, a resztę wziąłem ze sprzedaży pola plebańskiego.

### Proboszczowie
| Lp. | Proboszcz              | Lata posługi |
| --- | ---------------------- | ------------ |
| 1.  | Adam                   | 1326         |
| 2.  | Mikołaj Miłowan        | 1393–1436    |
| 3.  | Stanisław z Kazimierza | 1449         |
| 4.  | Mikołaj z Poznania     | 1470         |
| 5.  | Mikołaj Korbel         | 1478         |
| 6.  | Bezimienny-nagrobek    | 1504         |
| 7.  | Leonard                | 1508         |
| 8.  | Albert z Bieździedzy   | 1529         |
| 9.  | Jakub Żurowski         | 1561–1577    |
| 10. | Łukasz Jodłowita       | 1591         |

| Lp. | Proboszcz                | Lata posługi |
| --- | ------------------------ | ------------ |
| 11. | Jan Karpicjusz (Kozioł)  | 1613–1643    |
| 12. | Hiacynt Śliwski          | 1661–1697    |
| 13. | Franciszek Wojtalewicz   | 1698–1704    |
| 14. | Franciszek Kedzierzyński | 1704–1727    |
| 15. | Paweł Orłowski           | 1729–1763    |
| 16. | Michał Romer, hr.        | 1763–1786    |
| 17. | Stanisław Miernikiewicz  | 1786–1800    |
| 18. | Tomasz Zborowski, hr.    | 1800–1809    |
| 19. | Walenty Świerzowicz      | 1809–1812    |
| 20. | Jakub Kąkolewski         | 1812–1849    |

| Lp. | Proboszcz           | Lata posługi |
| --- | ------------------- | ------------ |
| 21. | Stanisław Tarnowski | 1850–1887    |
| 22. | Stanisław Boczar    | 1887–1905    |
| 23. | Ignacy Łonicki      | 1906–1927    |
| 24. | Stanisław Bałuk     | 1927–1975    |
| 25. | Stanisław Karabin   | 1975–2002    |
| 26. | Henryk Zachara      | 2002–2011    |
| 27. | Władysław Depa      | 2011–2020    |
| 28. | Zbigniew Preizner   | 2020–        |